# Leucoma doii
Leucoma doii är en fjärilsart som beskrevs av Matsumura 1927. Leucoma doii ingår i släktet Leucoma och familjen tofsspinnare. Inga underarter finns listade i Catalogue of Life.